# Moses Kibet
Moses Kibet (ur. 23 marca 1991 w Suam) – ugandyjski lekkoatleta, długodystansowiec.
Uczestnik juniorskich mistrzostw świata. Dwa razy stawał na podium mistrzostw świata w biegach przełajowych. Złoty medalista mistrzostw Ugandy w przełajach.

## Osiągnięcia
| Rok  | Impreza                             | Miejsce   | Konkurencja      | Lokata      | Wynik    |
| ---- | ----------------------------------- | --------- | ---------------- | ----------- | -------- |
| 2008 | Mistrzostwa świata juniorów         | Bydgoszcz | bieg na 1500 m   | eliminacje  | 3:50,82  |
| 2008 | Igrzyska Wspólnoty Narodów Juniorów | Pune      | bieg na 5000 m   | 1. miejsce  | 14:10,86 |
| 2009 | Mistrzostw świata w przełajach      | Amman     | bieg juniorów    | 3. miejsce  | 23:35    |
| 2009 | Mistrzostwa świata                  | Berlin    | bieg na 5000 m   | eliminacje  | 13:52,38 |
| 2010 | Mistrzostwa świata w przełajach     | Bydgoszcz | bieg juniorów    | 5. miejsce  | 22:27    |
| 2010 | Mistrzostwa świata w przełajach     | Bydgoszcz | drużynowo        | 3. miejsce  |          |
| 2014 | Mistrzostwa świata w półmaratonie   | Kopenhaga | półmaraton       | 29. miejsce | 62:02    |
| 2014 | Mistrzostwa Afryki w przełajach     | Kampala   | bieg seniorów    | 6. miejsce  | 35:26    |
| 2014 | Mistrzostwa Afryki w przełajach     | Kampala   | drużynowo        | 2. miejsce  |          |
| 2014 | Igrzyska Wspólnoty Narodów          | Glasgow   | bieg na 5000 m   | 15. miejsce | 13:49,81 |
| 2014 | Igrzyska Wspólnoty Narodów          | Glasgow   | bieg na 10 000 m | 11. miejsce | 28:30,78 |
| 2015 | Mistrzostwa świata w przełajach     | Guiyang   | bieg seniorów    | 8. miejsce  | 35:53    |
| 2020 | Mistrzostwa świata w półmaratonie   | Gdynia    | półmaraton       | 76. miejsce | 1:03:54  |

## Rekordy życiowe
| Konkurencja           | Rezultat | Data            | Miejsce        |
| --------------------- | -------- | --------------- | -------------- |
| Bieg na 1500 metrów   | 3:43,75  | 29 maja 2009    | Nijmegen       |
| Bieg na 3000 metrów   | 8:05,04  | 25 czerwca 2008 | Nijmegen       |
| Bieg na 5000 metrów   | 13:15,18 | 16 lipca 2011   | Heusden-Zolder |
| Bieg na 10 000 metrów | 28:05,71 | 17 maja 2014    | Ferrara        |
| Półmaraton            | 1:01:37  | 20 marca 2016   | Lizbona        |